# Reprezentativní směry vývoje koncentrací

Atmosférické koncentrace ekvivalentu CO_{2} všech faktorů (v ppm) podle čtyř RCP, které byly použity v páté hodnotící zprávě IPCC.

Reprezentativní směry vývoje koncentrací – anglicky Representative Concentration Pathways (RCPs) – jsou trajektorie koncentrací skleníkových plynů (nikoli emisí) přijaté IPCC. Pro modelování změn klimatu a výzkum v rámci Páté hodnotící zprávy IPCC (AR5) z roku 2014 byly použity čtyři trajektorie. Tyto cesty popisují různé klimatické budoucnosti, přičemž všechny jsou považovány za možné v závislosti na objemu emisí skleníkových plynů (GHG) v následujících letech. Reprezentativní směry vývoje koncentrací – označené RCP2.6, RCP4.5, RCP6 a RCP8.5 – jsou označeny podle možného rozsahu hodnot radiačního působení v roce 2100 (2,6; 4,5; 6; resp. 8,5 W/m2) v porovnání s rokem 1750. Od AR5 jsou původní cesty posuzovány společně se Scénáři socioekonomického vývoje: stejně jako nové RCP jako RCP1.9, RCP3.4 a RCP7.

## Koncentrace
RCP odpovídají širokému rozsahu možných změn budoucích antropogenních (tj, lidských) emisí skleníkových plynů a jejich cílem je reprezentovat jejich koncentrace v atmosféře. Přestože jsou RCP charakterizovány z hlediska vstupů, klíčovou změnou oproti zprávě IPCC z roku 2007 a 2014 je, že se RCP nezabývají uhlíkovým cyklem, neboť se zaměřují na koncentrace skleníkových plynů, nikoliv na vstupy skleníkových plynů. IPCC studuje uhlíkový cyklus odděleně a předpovídá vyšší příjem uhlíku oceánem, který odpovídá vyšším koncentracím, ale příjem uhlíku na pevnině je mnohem nejistější kvůli kombinovanému účinku změny klimatu a změn ve využívání půdy.
Čtyři RCP jsou v souladu s určitými socioekonomickými předpoklady, ale jsou nahrazeny společnými socioekonomickými cestami, které mají poskytnout flexibilní popisy možných budoucností v rámci jednotlivých RCP. Scénáře RCP nahradily prognózy Zvláštní zprávy o emisních scénářích zveřejněné v roce 2000 a byly založeny na podobných socioekonomických modelech.

## Jednotlivé RCP

### RCP 1.9
RCP 1.9 je cesta, která omezuje globální oteplování pod 1,5 °C, což je cíl Pařížské dohody.

### RCP 2.6
RCP 2.6 je „velmi přísná“ cesta, která podle IPCC vyžaduje, aby se oxid uhličitý (CO2) začít snižovat do roku 2020 a do roku 2100 je třeba dosáhnout nulových emisí. Vyžaduje také, aby emise metanu (CH4) klesnou přibližně na polovinu emisí CH4 v roce 2020 a aby emise oxidu siřičitého (SO2) klesly přibližně na 10 % úrovně z let 1980–1990. Stejně jako všechny ostatní RCP i RCP 2.6 vyžaduje záporné emise CO2, tedy například absorpci stromy. V případě RCP 2.6 musí tyto negativní emise činit v průměru 2 Gt CO2 ročně. RCP 2.6 pravděpodobně udrží růst globální teploty do roku 2100 pod 2 °C.

### RCP 3.4
RCP 3.4 představuje mezistupeň mezi "velmi přísnou" RCP2.6 a méně přísným zmírňovacím úsilím spojeným s RCP4.5. Varianta RCP3.4 kromě toho, že poskytuje pouze další možnost, zahrnuje i značné odstranění skleníkových plynů z atmosféry.
Z dokumentu z roku 2021 vyplývá, že nejpravděpodobnější projekce kumulativních emisí CO2 (s tolerancí 0,1 % nebo 0,3 % s historickou přesností) spíše naznačují, že pro RCP 3.4 (3,4 W/m2, dojde k oteplení o 2,0–2,4 stupně Celsia do roku 2100.

### RCP 4.5
Scénář RCP 4.5 označuje IPCC za přechodný scénář. Emise v RCP 4.5 dosahují vrcholu kolem roku 2040, poté klesají.
Podle IPCC předpokládá RCP 4.5, že se do roku 2020 bude zvyšovat objem oxidu uhličitého (CO2) a začnou klesat přibližně v roce 2045, aby do roku 2100 dosáhly zhruba poloviny úrovně z roku 2050. Vyžaduje také, aby emise metanu (CH4) přestaly do roku 2050 růst a poněkud poté se snížili na přibližně 75 % emisí CH4 v roce 2040 a aby emise oxidu siřičitého (SO2) klesly přibližně na 20 % úrovně z let 1980–1990. Stejně jako všechny ostatní RCP i RCP 4.5 vyžaduje záporné emise CO2 (jako jsou emise CO2 absorbované stromy). V případě RCP 4.5 by tyto negativní emise činily 2 gigatuny CO2 ročně. RCP 4.5 s velkou pravděpodobností povede ke zvýšení globální teploty o 2 až 3 stupně C do roku 2100, přičemž průměrné zvýšení hladiny moří bude o 35 % vyšší než u RCP 2.6. Mnoho rostlinných a živočišných druhů se nebude schopno přizpůsobit účinkům RCP 4.5 a vyšších RCP.

### RCP 6
V případě RCP 6 dosáhnou emise vrcholu kolem roku 2080 a poté budou klesat.

### RCP 7
RCP7 je spíše základním výsledkem než cílem pro zmírnění dopadů.

### RCP 8.5
V RCP 8.5 emise nadále rostou po celé 21. století. Od AR5 je to považováno za velmi nepravděpodobné, ale stále možné, protože zpětné vazby nejsou dobře pochopeny. RCP 8.5, který je obecně brán jako základ pro nejhorší scénáře změny klimatu, byl založen na tom, co se ukázalo jako nadhodnocení předpokládaných výstupů uhlí. Scénář RCP8.5 může být relativně nepravděpodobný, přičemž jedna zpráva jej označuje za „každým rokem stále nepravděpodobnější.“ RCP8.5 zůstává užitečný pro svou výstižnost jak při sledování historických celkových kumulativních emisí CO2, tak při předpovídání emisí v polovině století (a dříve) na základě současných a deklarovaných politik.

## Odhady založené na RCP

### 21. století
Níže jsou uvedeny projekce globálního oteplování a globálního průměrného vzestupu mořské hladiny z Páté hodnotící zprávy IPCC (IPCC AR5 WG1) pro polovinu a konec 21. století (průměry 2046–2065, resp. 2081–2100). Projekce se vztahují k teplotám a hladinám moří na přelomu 20. a 21. století (průměr 1986–2005). Projekce teplot lze přepočítat na referenční období 1850–1900 nebo 1980–99 přičtením 0,61, resp. 0,11 °C.
| Scénář | 2046–2065                     | 2081–2100                     |
| Scénář | Průměr (rozsah pravděpodobně) | Průměr (rozsah pravděpodobně) |
| ------ | ----------------------------- | ----------------------------- |
| RCP2.6 | 1,0 (0,4–1,6)                 | 1,0 (0,3–1,7)                 |
| RCP4.5 | 1,4 (0,9–2,0)                 | 1,8 (1,1–2,6)                 |
| RCP6   | 1,3 (0,8–1,8)                 | 2,2 (1,4–3,1)                 |
| RCP8.5 | 2,0 (1,4–2,6)                 | 3,7 (2,6–4,8)                 |

V závislosti na RCP se předpokládá, že průměrná globální teplota do konce 21. století vzroste o 0,3 až 4,8 °C.
| Scénář | 2046–2065                     | 2081–2100                     |
| Scénář | Průměr (rozsah pravděpodobně) | Průměr (rozsah pravděpodobně) |
| ------ | ----------------------------- | ----------------------------- |
| RCP2.6 | 0,24 (0,17–0,32)              | 0,40 (0,26–0,55)              |
| RCP4.5 | 0,26 (0,19–0,33)              | 0,47 (0,32–0,63)              |
| RCP6   | 0,25 (0,18–0,32)              | 0,48 (0,33–0,63)              |
| RCP8.5 | 0,30 (0,22–0,38)              | 0,63 (0,45–0,82)              |

V závislosti na RCP se předpokládá, že průměrná globální hladina moří stoupne do konce 21. století o 0,26 až 0,82 m.

### 23. století
AR5 také předpokládá změny klimatu po konci 21. století. Rozšířený scénář RCP2.6 předpokládá trvale negativní čisté antropogenní emise skleníkových plynů po roce 2070. „Záporné emise“ znamenají, že se celkově pohltí z atmosféry více skleníkových plynů, než kolik jich člověk vypustí. Rozšířený scénář RCP8.5 předpokládá pokračující antropogenní emise skleníkových plynů i po roce 2100. V rozšířeném scénáři RCP 2.6 dosáhnou koncentrace CO2 v atmosféře v roce 2300 přibližně 360 ppm, zatímco v rozšířeném scénáři RCP8.5 dosáhnou koncentrace CO2 v roce 2250 přibližně 2000 ppm, což je téměř sedminásobek předindustriální úrovně.
V případě rozšířeného scénáře RCP2.6 se pro konec 23. století (průměr 2281–2300) předpokládá globální oteplení o 0,0 až 1,2 °C ve srovnání s obdobím 1986–2005. Pro rozšířený scénář RCP8.5 se pro stejné období předpokládá globální oteplení o 3,0 až 12,6 °C.